# Leitzersdorf
Leitzersdorf is een gemeente in de Oostenrijkse deelstaat Neder-Oostenrijk, gelegen in het district Korneuburg (KO). De gemeente heeft ongeveer 1100 inwoners.

## Geografie
Leitzersdorf heeft een oppervlakte van 27,88 km². Het ligt in het noordoosten van het land, iets ten noorden van de hoofdstad Wenen en ten zuiden van de grens met Tsjechië.
Bisamberg · Enzersfeld im Weinviertel · Ernstbrunn · Großmugl · Großrußbach · Hagenbrunn · Harmannsdorf · Hausleiten · Korneuburg · Langenzersdorf · Leitzersdorf · Leobendorf · Niederhollabrunn · Rußbach · Sierndorf · Spillern · Stetteldorf am Wagram · Stetten · Stockerau
- Gemeinsame Normdatei: 4526998-1
- Virtual International Authority File: 243181527
- WorldCat: E39PBJfMjQRJYcB7yXJkX8hJXd